# آلتین
آلتین (انگلیسی: ALTEN) شرکت مهندسی فرانسوی است، که در سال ۱۹۸۸ تأسیس شد.
آلتین یک شرکت مشاوره مهندسی و فناوری چندملیتی فرانسوی است که در سال ۱۹۸۸ تأسیس شد و در ۳۰ کشور دفتر دارد. سهام آلتن در بخش بی بازار یورونکست پاریس معامله می‌شود.
در سال ۲۰۲۳، آلتن ۵۷۰۰۰ کارمند داشت و درآمدی معادل ۴.۰۶ میلیارد یورو گزارش کرد. بازار فرانسه ۳۵٪ از فعالیت این گروه را تشکیل می‌دهد.